# Missy Giove

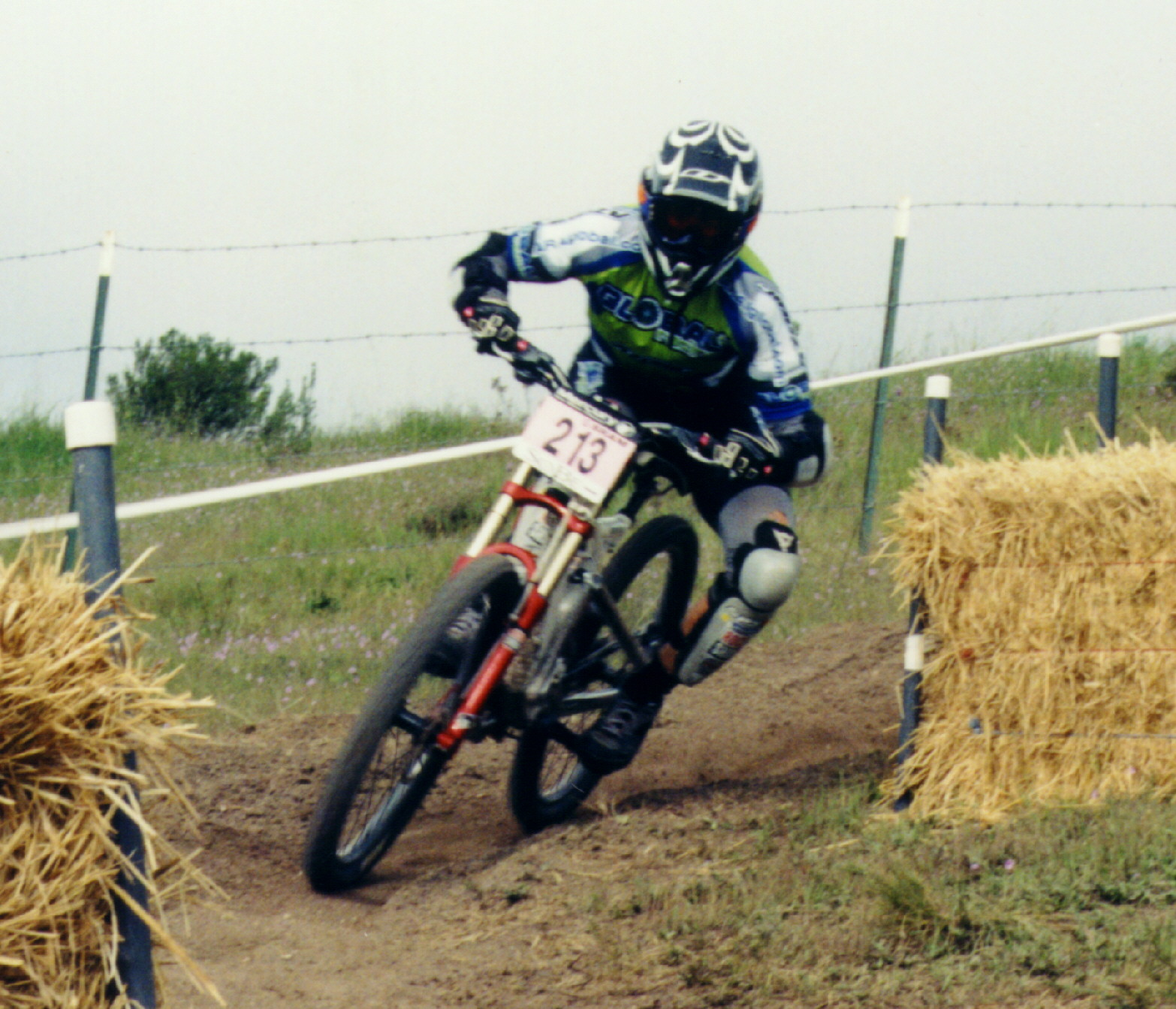
Giove während der Sea Otter Classic 2001

Melissa "Missy" Giove (* 20. Januar 1972 in New York) ist eine ehemalige US-amerikanische Mountainbikerin. Sie gewann 1994 Gold im Downhill bei den UCI-Mountainbike-und-Trial-Weltmeisterschaften.

## Sportliche Laufbahn
Giove gehörte in den 1990er Jahren zu den ersten internationalen weiblichen Stars im Mountainbiking. 1993 in Métabief, Frankreich, 1996 in Cairns, Australien und 2002 in Kaprun, Österreich, gewann sie jeweils Bronze im Downhill bei Mountainbike-Weltmeisterschaften. 1994 wurde sie im US-amerikanischen Vail Weltmeisterin. Im August 2003 beendete sie ihre sportliche Karriere.

## Drogenbesitz
Im Juni 2009 wurde Missy Giove mit fast 200 Kilogramm Marihuana und einer Million Dollar Bargeld von der DEA festgenommen. Giove bekannte sich schuldig und wurde am 23. November 2011 zusätzlich zu der bereits abgesessenen Freiheitsstrafe zu sechs Monaten Hausarrest sowie zu fünf Jahren auf Bewährung verurteilt.

## Privates
Giove lebt offen lesbisch. Ihr Spitzname ist The Missile.